# Liz Musgrove
Pas d'image ? Cliquez ici

a Compétitions nationales et continentales officielles uniquement.

b Matchs officiels uniquement.
Dernière mise à jour le 31 mai 2025.
Liz Musgrove, née le 25 décembre 1996 à Édimbourg (Écosse), est une joueuse internationale écossaise de rugby à XV évoluant au poste d'ailière.

## Biographie
Liz Musgrove naît le 25 décembre 1996 à Édimbourg en Écosse. En 2022, elle évolue en club au Watsonians FC. Elle compte dix sélections en équipe d'Écosse quand elle est retenue en septembre 2022 pour disputer la Coupe du monde en Nouvelle-Zélande sous les couleurs de son pays.
En 2023, alors qu'elle joue désormais au sein des Ealing Trailfinders, elle remporte avec l'équipe d'Écosse la première édition du WXV, dans la deuxième poule qui concoure en Afrique du Sud.